# Cervo (kommun)
Cervo är en kommun i Spanien. Den ligger i provinsen Lugo i den autonoma regionen Galicien i nordvästra delen av landet, 500 km nordväst om huvudstaden Madrid. Antalet invånare är 4 184 (2024). Arean är 77,86 kvadratkilometer.